# T.M.C. Asser Press
T.M.C. Asser Press is een Nederlandse uitgever van boeken over nationaal en internationaal recht. Ze werd in 1999 in Den Haag gesticht door het T.M.C. Asser Instituut.
T.M.C. Asser Press geeft wereldwijd zowel Nederlands- als Engelstalige publicaties uit. Voor het op de markt brengen van de Engelstalige uitgaves werkt ze samen met Cambridge University Press.